# Hargarten-aux-Mines
Hargarten-aux-Mines é uma comuna francesa na região administrativa de Grande Leste, no departamento de Mosela. Estende-se por uma área de 5,51 km². Em 2010 a comuna tinha 1 116 habitantes (densidade: 202,5 hab./km²).